# Afon Elan
Afon Elan är ett vattendrag i Storbritannien.   Det ligger i riksdelen Wales, i den södra delen av landet, 250 km väster om huvudstaden London.